# 天籁阁选谱
《天籁阁选谱》，古琴谱。清代抄本，蒙古人觉庵抄于道光1827年。

## 琴谱内容简介
琴谱卷前有丁亥歲觉庵氏自序，然后为天籁阁琴目，按照音调将琴曲分为了宫音、商音、商角音、角音、徵音、羽音、黄鍾调、姑洗调、慢角调、蕤賔调、侧羽调、無射调。共计三十六曲。